# Olivette Otele
Olivette Otele (née en 1970) est une universitaire d'origine camerounaise. Soutenue en 2005 à l'université Paris-Sorbonne (aujourd'hui la faculté des lettres de Sorbonne Université), sa thèse, intitulée Mémoire et politique : l'enrichissement de Bristol par le commerce triangulaire, objet de polémique, s'intéresse aux perceptions divergentes de la traite négrière par, d'un côté, les descendants des esclavagistes, de l'autre, la communauté noire « dans une société britannique qui prône le multiculturalisme et essaie de définir ce qu'est l'identité britannique (Britishness) ». En octobre 2018, à la suite de sa nomination par l'université de Bath Spa, elle devient la première femme noire à occuper une chaire d'histoire au Royaume-Uni.

## Éducation et débuts
Otele est d'origine camerounaise. Elle étudie à l'université Paris-Sorbonne (aujourd'hui la faculté des lettres de Sorbonne Université), où elle travaille sur l'histoire coloniale et post-coloniale de l'Europe. Elle obtient sa licence en littérature en 1998 et son master en 2000. Elle termine son mémoire de recherche en doctorat intitulé, Mémoire et politique : l'enrichissement de Bristol par le commerce triangulaire, objet de polémique en 2005. Dans son mémoire, elle s'intéresse aux troubles historiques liés à la traite des esclaves à Bristol. Elle croit que la chose la plus importante que l'histoire lui a apprise est la gentillesse. Sa plus grande influence est l'historien congolais Elikia M'Bokolo.

## Carrière
Après avoir terminé ses études doctorales, Otele est nommée professeure associée à l'université Paris-XIII,. Elle travaille sur l'identité britannique au Pays de Galles et ce que cela signifie d'être britannique, gallois et noir.
En 2018, Otele devient la première femme noire à être professeur d'histoire dans une université au Royaume-Uni,. Concernant sa nomination, elle espère que cela « ouvrira la porte à de nombreuses femmes qui travaillent dur, et plus particulièrement aux femmes noires dans le monde universitaire ». Elle bénéficie de subventions de recherche décernées à la diaspora africaine,. Elle s'intéresse à la façon dont les sociétés de Grande-Bretagne et de France donnent la citoyenneté. Elle étudie aussi le commerce triangulaire,. Otele donne une conférence lors de la Week-end Historique de Winchester en 2018, intitulée How Africans changed Early Modern Europe. Elle parle de personnalités africaines et européennes importantes qui ne sont pas présentes dans les livres d'histoire.
Elle est membre de la Royal Historical Society et membre du conseil des historiens contre l'esclavage.
Otele écrit pour The Conversation et le Times Higher Education. Elle contribue aussi à plusieurs ouvrages, dont :
- Liberté, Égalité, Fraternité”: Debunking the Myth of Egalitarianism in French Education[18] dans Unsettling Eurocentrism in the Westernized University
- History of Slavery, Sites of Memory, and Identity Politics in Contemporary Britain[19] dans The States of memory: International Comparative Perspectives

Son premier livre, Afro-Europeans: a short history, est publié en 2018 par Hurst Publishers,. Son deuxième livre, Post-Conflict Memorialization: Missing Memorials, Absent Bodies, est attendu en 2019 chez Palgrave Macmillan,. Elle fait partie du John Blanke Project, projet collaboratif comprenant des artistes et des historiens pour célébrer les Tudors noirs.

## Publications

### Monographies
- Mémoire et politique : l'enrichissement de Bristol par le commerce triangulaire, objet de polémique, 2005 (présentation en ligne)Thèse de doctorat en Études anglophones, sous la direction de Jean-Claude Redonnet, soutenue à Université Paris 4 en 2005.
- L'Histoire de l'esclavage transatlantique britannique : des origines de la traite transatlantique aux prémisses de la colonisation, M. Houdiard, 2008 (ISBN 978-2-912673-90-9).
- (en) African Europeans : an untold history, Hurst & Company, 2020 (ISBN 978-1-78738-191-9) . Une histoire des noirs d'Europe de l'Antiquité à nos jours  (trad. Guillaume Cingal), Paris, Albin Michel, mars 2022 (ISBN 978-2-226-46644-0, EAN 9782226466440)

### Articles
- « Multiculturalisme et régionalisme : les apories d’une identité britannique au pays de Galles », Observatoire de la société britannique, no 5,‎ 2018, p. 49-64 (lire en ligne)

## Distinctions
- Elle fait partie de la liste des 100 Women de la BBC en 2018[25].